# Henrik Sjögren
Henrik Samuel Conrad Sjögren (/ˈɧøːˌɡreːn/; ur. 23 lipca 1899 w Köping, zm. 17 września 1986 w Lund) – szwedzki okulista, autor jednego z pierwszych opisów zespołu znanego dziś jako zespół Sjögrena.

## Życiorys
Był synem kupca Conrada Johanssona oraz jego żony Emelie (z domu Sjögren). Dyplom lekarza medycyny uzyskał w Instytucie Karolinska w 1927. Na studiach poznał Marię Hellgren, którą poślubił w Paryżu w 1928 (ojciec Marii - Ulrik Hellgren - był okulistą związanym z Instytutem Karolinska). W 1934 urodziła mu się córka, Gunvor.
W 1933 opublikował na macierzystej uczelni doktorat nt. zespołu suchego oka (niem. Zur Kenntnis der keratoconjunctivitis sicca), który stał się z czasem podstawą do opisu zespołu Sjögrena. Świeżo napisany doktorat został skrytykowany i w konsekwencji Sjögren nie uzyskał docentury, która pozwoliłaby mu pozostać na uczelni. Prawdopodobnie niechętnie przeniósł się do Jönköping, gdzie praktykował jako okulista a w 1938 objął posadę w nowo utworzonej klinice okulistycznej miejscowego szpitala. 
Znaczenie opisu Sjögrena zawartego w jego doktoracie zostało docenione dopiero 10 lat później, w 1943, kiedy to australijski okulista Bruce Hamilton przetłumaczył mało znaną dotąd pracę na język angielski. To zapewniło Sjögrenowi międzynarodowy rozgłos i uznanie w środowisku okulistów. W 1957 został profesorem nadzwyczajnym (docentem) Uniwersytetu w Göteborgu, a w 1965 rząd Szwecji uhonorował go tytułem profesora.
Nie należy kojarzyć Henrika Sjögrena z zespołem Sjögrena-Larssona, który jest nazwany po Karlu Sjögrenie (i Tage Larssonie).